# Khargone
Khargone là một thành phố và khu đô thị của quận West Nimar thuộc bang Madhya Pradesh, Ấn Độ.

## Nhân khẩu
Theo điều tra dân số năm 2001 của Ấn Độ, Khargone có dân số 86.443 người. Phái nam chiếm 52% tổng số dân và phái nữ chiếm 48%. Khargone có tỷ lệ 66% biết đọc biết viết, cao hơn tỷ lệ trung bình toàn quốc là 59,5%: tỷ lệ cho phái nam là 75%, và tỷ lệ cho phái nữ là 57%. Tại Khargone, 16% dân số nhỏ hơn 6 tuổi.